# Lualaba (distrikt)
Lualaba var till den administrativa reformen 2015 ett distrikt i Kongo-Kinshasa. Det låg i provinsen Katanga (nu i Lualaba), i den södra delen av landet, 1 300 km sydost om huvudstaden Kinshasa.